# ونسان ووآتور
ونسان ووآتور (به فرانسوی: Vincent Voiture) شاعر قرن شانزدهم میلادی اهل فرانسه است.
وی پسر تاجر شراب ثروتمندی از شهر آمین واقع در فرانسه بود و توسط یکی از همکلاسی هایش به گاتسون، دوک اورلئان، معرفی شد و در ماموریت‌های دیپلماتیکی به شهرهای بروکسل و لورن با وی همراه شد.
اگرچه ووتوآتور همراه دوک اورلئان بود اما توانست توجه کاردینال ریشلیو را جلب نماید و عضوی از فرهنگستان فرانسه شود. وی هچنین مناصب و مقرری‌هایی را از لوئی سیزدهم و آن اتریش دریافت می‌کرد.
ونسان ووآتور در زمان حیات خود کتابی را به چاپ نرساند اما می‌توان گفت که شعرها و نثرهای او (که توسط نوهٔ وی پس از مرگش گردآوری و چاپ شدند) بیش از تمام شعرای معاصر وی موردتحسین قرار گرفته‌اند.